# Ed Markey
Ed Markey (Malden, 1946. július 11. –) amerikai politikus, az Amerikai Egyesült Államok szenátora (Massachusetts, 2013 – ). A Demokrata Párt tagja.

## Pályafutása
Markey szülővárosában a Malden Catholic High Schoolban végezte el a középiskolát 1964-ben, majd a Boston College-ban szerzett alapdiplomát 1968-ban, és jogi végzettséget 1972-ben. Eközben tartalékos tiszt volt a hadseregben 1968-tól 1973-ig. 1973-tól 1976-ig a massachusettsi állami törvényhozásban volt képviselő, majd 1976-ban képviselővé választották a Torbert H. Macdonald képviselő halála miatt kiírt időközi választáson. Ezután még tizenkilencszer választották újra. Egészen 2013-ig volt képviselő, amikor sikerrel indult a John Kerry lemondása miatt kiírt szenátusi választáson. 2014-ben és 2020-ban is újraválasztották; mandátuma 2027. január 3-án jár le.